# Venusbjerg
Mons pubis (venusbjerget hos kvinder) er en blød forhøjning lige over de ydre kønsorganer. Efter puberteten er de normalt dækket af kønsbehåring, pubes. Den består af en lille fedtpude lige ud for symphysis pubica.
Hos kvinder kaldes det også mons veneris og er en del af de ydre kønsorganer vulva. Nedadtil deler mons pubis sig i to og går over i labia majores de store kønslæber eller skamlæber.
Venusbjerget og den øvrige yderdel af den kvindelige reproduktionskanal er skarpt afgrænset i forhold til behåring, med en normalt meget klar horisontal behåringsgrænse ved den superiore ende af venusbjerget. Dette er modsat mænd, hvor pubes ofte vokser opad imod navlen. I moderne tid er det blevet udbredt af fjerne kønsbehåring på venusbjerget helt eller delvist. Komplet fjernelse af hårene med voks, sukker eller barbering, kaldet "Brazilian wax", er blevet almindeligt mange steder i den vestlige verden.